# Federación de Independientes
La Federación de Independientes (en alemán: Verband der Unabhängigen, VdU) fue un partido político austriaco, activo desde 1949 hasta 1955. Fue el antecesor del Partido de la Libertad de Austria (FPÖ).

## Historia
El partido fue oficialmente fundado el 25 de marzo de 1949 por Herbert Kraus y Viktor Reimann. La formación del partido había sido fomentada por el Partido Socialista de Austria (SPÖ), que buscaba dividir el voto de la derecha en las elecciones legislativas de 1949 para debilitar al Partido Popular Austríaco (ÖVP) y así obtener una mayoría parlamentaria. Al día siguiente, la asamblea constituyente se celebró en Salzburgo. Herbert Kraus fue elegido Presidente (Bundesobmann), mientras que Viktor Reimann, Josef Karoly, Karl Hartleb y Karl Winkler fueron nombrados Vicepresidentes (Bundesobmann-Stellvertreter). Kraus fue líder del partido hasta 1952.
La VdU se vio a sí misma como representante de los intereses de los exmiembros del Partido Nazi, los expulsados, los prisioneros de guerra que regresaban al país y otros grupos sociales descontentos dentro de la población austriaca. Aunque estaba cerca del ÖVP, el partido también abogaba por el individualismo liberal y no se preocupaba mucho por la "cuestión católica". La VdU apoyó la abolición de las leyes de desnazificación que limitaban las actividades políticas de los ex nazis.
En las elecciones legislativas de 1949, la VdU obtuvo el 11.7% de los votos y obtuvo 16 escaños en el Consejo Nacional. La estrategia del SPÖ de crear una división en el voto no socialista fracasó, y tanto el SPÖ como el ÖVP perdieron por igual a manos de la VdU. El partido obtuvo la mayor parte de su apoyo en áreas donde en tiempos anteriores a la Segunda Guerra Mundial había tenido arraigo la Landbund, y en ciudades con un alto porcentaje de ex nazis. En las elecciones legislativas de 1953, su apoyo popular se redujo ligeramente al 10,9% y 14 escaños en el Consejo Nacional. También presentó la candidatura de Burghard Breitner en las elecciones presidenciales de 1951, y obtuvo un 15.4% de los votos.
Poco después de su fundación, el partido vio el inicio de una fuerte lucha interna entre el enfoque más liberal de los fundadores Kraus y Reimann y la facción nacionalista alemana liderada por el exgeneral de la Luftwaffe Gordon Gollob. Esto llevó al colapso del partido, que fue absorbido por el Partido de la Libertad de Austria (FPÖ) de Anton Reinthaller en 1956.

## Resultados electorales
| Año  | Votos        | %     | Resultado | +/- | Gobierno  |
| ---- | ------------ | ----- | --------- | --- | --------- |
| 1949 | 489.273 (#3) | 11,67 | 16/165    |     | Oposición |
| 1953 | 472.866 (#3) | 10,95 | 14/165    | 2   | Oposición |